# Talpini
Talpini — триба ссавців, відомих як кроти Старого Світу. Це відділ підродини Talpinae.